# Magyar Kultúra Alapítvány
Magyar Kultúra Alapítvány (MKA) 2011-es megszüntetéséig a határon túli magyar és az anyaországi szellemi élet képviselői közötti kapcsolatok szervezésével, a kulturális örökség átadásával, a hagyományok ápolásával foglalkozó közhasznú szervezet.

## Székház
Az alapítvány székháza a Budapest I. kerületének Szentháromság terén álló történelmi múltú műemlék épület.
Ezen épület adott otthont 1901-1945 között a Pénzügyminisztériumnak. Később a Műegyetemi Kollégium, a Levéltár,  a Művelődési Minisztérium Vezetőképző és Továbbképző Intézete működött itt.

## Tevékenységek, célok
Az alapítvány tevékenysége két részre osztható:
1. alapítványi tevékenység – kiállítások, hangversenyek, könyvbemutatók, sajtótájékoztatók, egyesületi ülések, klubok, találkozók szervezése, segítő tanácsadás, képzések, regionális kapcsolatok[4][5]
2. vállalkozási tevékenység – rendezvényszervezés, tanfolyamszervezés, vendéglátás, szállodaműködtetés, helyiség bérbeadás[5]

## Vezetőség, tagság
- Igazgató: Dr. Koncz Gábor Archiválva 2013. december 21-i dátummal a Wayback Machine-ben Ph.D., egyetemi magántanár[6]
- Koordinátor: Bába Szilvia

## Ajánlott irodalom[3]
- Aradi Nóra (főszerk.) 1981: Magyar Művészet 1890-1919. I. kötet. Budapest, Akadémiai Kiadó
- Beke Pál 2001: Határok nélkül = Zempléni Múzsa, I. évf. 1. szám, 8-31. old. Továbbá: Szín, 6/4, 12-25. old.
- Borsos Béla – Sódor Alajos – Zádor Mihály 1959: Budapest építéstörténete, városképei és műemlékei. (Szerk. Pogány Frigyes) Budapest, Műszaki Könyvkiadó
- Fazekas Csaba – Hunyadi Lajos – Dervalics Ákos (szerk.) 1998: Schönherz Zoltán Kollégium. 35 éves Almanach. Budapest, Schönherz Zoltán Kollégium
- Fellner Sándor 1908: A magyar királyi Pénzügyminisztérium palotája. Budapest, Magyar királyi Állami Nyomda
- Horler Miklós 1955: Budapest Műemlékei I. Magyarország műemléki topográfiája. Budapest, Akadémiai Kiadó
- Horváth Elemér – Horváth Mária 1944: A Mátyás-templom előtt álló Szentháromság-szobor és a Pénzügyminisztérium épülete. In: Horváth E. – Horváth M.: Pest-Budáról szóló históriák [Hely és kiadó megjelölése nélkül]
- Horváth Henrik 1938: Budapest művészeti emlékei. Magyarország művészeti emlékei II. szerk. Gerevich Tibor Műemlékek Országos Bizottsága, Királyi Magyar Egyetemi Nyomda
- Koncz Gábor 2001: A Magyar Kultúra Alapítvány székháza. Tájak Korok Múzeumok Kiskönyvtára, 706. kötet, 16 old.
- Lócsy Erzsébet 1961: A budavári Hess András tér. Budapest, Képzőművészeti Alap Kiadóvállalata, (Műemlékeink c. sorozatban) 23-28. o.
- A Magyar Királyi Pénzügyminisztérium tíz évi működése 1895-1905. 1905 Budapest, Állami Nyomda.
- Simon P. Györgyi (szerk.) 1986: Tájékoztató az MM Vezetőképző és Továbbképző Intézet munkájáról 1981-1985. Budapest, Művelődési Minisztérium Vezetőképző és Továbbképző Intézete